# Pavel Pogrebnyak
Bản mẫu:Eastern Slavic name
Pavel Viktorovich Pogrebnyak (đôi khi còn ghi là Pogrebniak; tiếng Nga: Павел Викторович Погребняк) (sinh ngày 8 tháng 11 năm 1983 ở Moskva) là một cầu thủ quốc tế người Nga hiện đang thi đấu cho Dynamo Moscow..

## Sự nghiệp câu lạc bộ
Pavel bắt đầu chơi bóng năm 6 tuổi cho học viện của câu lạc bộ Spartak Moscow. Vào năm 2001, anh có trận ra mắt cho đội dự bị Spartak và 1 năm sau được đưa vào đội hình 1. Từ năm 2001 đến 2003, anh ghi 8 bàn trong 23 lần ra sân.
Vào năm 2003, Pavel chơi 40 trận và ghi 15 bàn cho Baltika Kalinigrad. Mùa giải tiếp đó, anh trở lại Spartak Moscow, ra sân 16 trận và ghi 2 bàn. Cũng trong mùa giải đó anh ghi 6 bàn cho FC Khimki trong 12 lần ra sân. Vào năm 2005, anh chơi cho Shinnik Yaroslavl và ghi 4 bàn trong 23 trận. Chơi cho Tom Tomsk vào năm 2003 và đó là một mùa giải đột phá của Pogrebnyak, anh ghi 13 bàn trong 26 lần ra sân và trở thành một trong những cầu thủ được yêu thích nhất ở đội bóng.

### Zenit St.Petersburg
Pavel cũng thu hút được sự chú ý từ đội tuyển Nga và sau đó được chiêu mộ bởi FC Zenit Saint Petersburg. Vào năm 2007, anh cùng Zenit về đích ở vị trí thứ nhất tại giải Ngoại hạng Nga. Vào năm 2008, họ vô địch siêu cúp Nga, và Pogrebnyak ghi bàn thứ 2 trong chiến thắng 2-1.
Cùng Luca Toni, Pogrebnyak dẫn đầu danh sách ghi bàn ở cúp UEFA 2007-08, ghi 10 bàn và giúp Zenit vô địch giải năm đó. Anh không thể chơi ở trận chung kết do bị treo giò nhưng đội bóng vẫn vô địch.
Trong trận Siêu cúp châu Âu 2008 anh ghi một trong 2 bàn cho Zenit giúp đội bóng thắng 2-1 trước Manchester United.
Trong 51 trận đấu chính thức cho Zenit, Pogrebnyak ghi 28 bàn. Ở giải vô địch quốc gia Nga, anh ghi 12 bàn trong 30 trận.
Vào ngày 28 tháng 1 năm 2008, Zenit chính thức xác nhận họ chuẩn bị chấp nhận mức giá mà Blackburn Rovers và cầu thủ này sẽ tới đội bóng vào kì chuyển nhượng mùa đông xong vụ chuyển nhượng không thành. Pogrebnyak cũng nhận được mức giá từ Bolton Wanderers.

### Stuttgart
Vào ngày 1 tháng 8 năm 2009 anh chuyển tới VfB Stuttgart. Pogrebnyak có trận ra mắt ở Bundesliga 7 ngày sau đó khi thi đấu trong trận thua 2-0 trước VfL Wolfsburg. Vào ngày 15 tháng 8 anh ghi bàn đầu tiên cho đội bóng trong trận thắng 4-2 trước Freiburg.

## Thi đấu quốc tế
Pogrebnyak có trận ra mắt đội tuyển Nga vào ngày 16 tháng 8 năm 2006 trong trận giao hữu gặp đội tuyển bóng đá quốc gia Lativa, trận này anh ghi bàn đầu tiên cho đội tuyển.
Anh cũng được chọn cho đội tuyển Nga ở giải vô địch bóng đá châu Âu 2008, song một chấn thương đầu gối trong trận giao hữu gặp đội tuyển bóng đá quốc gia Serbia đã khiến anh phải ngồi ngoài và được thay thế bằng Oleg Ivanov.